# Okręg wyborczy North West Hampshire
Okręg wyborczy North West Hampshire powstał w 1983 r. i wysyła do brytyjskiej Izby Gmin jednego deputowanego. Okręg obejmuje dystrykty Basingstoke and Deane oraz Test Valley w hrabstwie Hampshire.

## Deputowani do brytyjskiej Izby Gmin z okręgu North West Hampshire
- 1983–1997: David Mitchell, Partia Konserwatywna
- 1997– : George Young, Partia Konserwatywna